# Euphoria leprosa
Euphoria leprosa är en skalbaggsart som beskrevs av Hermann Burmeister 1842. Euphoria leprosa ingår i släktet Euphoria och familjen Cetoniidae. Inga underarter finns listade i Catalogue of Life.